# Maladie d'amour
Pour les articles homonymes, voir Maladie d'amour (homonymie).
Pour plus de détails, voir Fiche technique et Distribution.
Maladie d'amour est un film français réalisé par Jacques Deray, sorti en septembre 1987.

## Synopsis
Raoul, grand ponte de médecine à Bordeaux en fin de brillante carrière séduit Juliette, jeune shampouineuse, par son originalité, sa force de caractère et de réussite, et aussi simplement par le luxe dans lequel il la fait vivre... Mais un jour, le hasard met Juliette dans les bras de Clément, le plus brillant élève de Raoul. Il s'ensuit un va-et-vient de Juliette entre les deux hommes, avec chantage de Raoul sur la carrière de Clément. C'est finalement la raison qui poussera Raoul à supplier Clément de reprendre Juliette auprès de lui qui est à l'origine du titre du film...

## Fiche technique
- Titre : Maladie d'amour
- Réalisation : Jacques Deray, assisté de Robert Kechichian
- Scénario : Danièle Thompson
- Production : Marie-Laure Reyre
- Musique : Romano Musumarra
- Décors : Jean-Claude Gallouin
- Photographie : Jean-François Robin
- Montage : Henri Lanoë
- Pays d'origine :  France
- Format : Couleurs - Mono
- Genre : drame, romance
- Durée : 122 minutes
- Date de sortie : 1987

## Distribution
- Nastassja Kinski : Juliette
- Jean-Hugues Anglade : Clément Potrel
- Michel Piccoli : Raoul Bergeron
- Jean-Claude Brialy : Frédéric
- Souad Amidou : Farida
- Jean-Paul Roussillon : Jacques
- Jean-Luc Porraz : Jean-Luc
- Catherine Jacob : Infirmière
- Vincent Solignac
- Philippe Faure
- Alain Ollivier